# 针叶藻属
针叶藻属（学名：Syringodium）是丝粉藻科的一属。

## 下属物种
本属包括以下物种：
- Syringodium filiforme Kütz.
- 针叶藻 Syringodium isoetifolium (Asch.) Dandy